# Westfield (Illinois)
Westfield é uma vila localizada no estado americano de Illinois, no Condado de Clark.

## Demografia
Segundo o censo americano de 2000, a sua população era de 678 habitantes.
Em 2006, foi estimada uma população de 669, um decréscimo de 9 (-1.3%).

## Geografia
De acordo com o United States Census Bureau tem uma área de
2,6 km², dos quais 2,6 km² cobertos por terra e 0,0 km² cobertos por água.

## Localidades na vizinhança
O diagrama seguinte representa as localidades num raio de 20 km ao redor de Westfield.